# Niederbösa
Niederbösa est une commune allemande de l'arrondissement de Kyffhäuser, Land de Thuringe.

## Géographie
| Trebra    |            | Oberbösa   |
|           | Niederbösa |            |
| Topfstedt |            | Frömmstedt |

## Histoire
Niederbösa est mentionné pour la première fois au VIIIe siècle sous le nom de Bisaha puis Bösaha.

## Personnalités liées à la commune
- Johann Günther Friedrich Cannabich (1777-1859), pasteur.

## Source, notes et références
- (de) Cet article est partiellement ou en totalité issu de l’article de Wikipédia en allemand intitulé « Niederbösa » (voir la liste des auteurs).